# Våckelberget
Våckelberget är ett sydväxtberg med brant stup åt öster i Falu kommun, Dalarna. Berget har också namngett det naturreservat och Natura 2000-område där berget är beläget, ej att förväxla med det kommunala reservatet däromkring benämnt Våckelbergets skogars naturreservat.
Från bergets topp har man en vidsträckt utsikt över sjön Balungen och de blånande kringliggande bergen mot horisonten. Vid bergets fot nedanför stupet ligger den så kallade "Lustgården", en lund beväxt med lövträd som lind, lönn och hassel. I Lustgården trivs växter med normalt en sydligare utbredning som blåsippa, myskmadra, vårärt, norrlandsviol, trolldruva och många andra arter. Insektsfauan är rik med rariteter som strandängsfly och violett guldvinge.